# Brak water
Brak water is zoutachtig water dat minder zout is dan zeewater. Het komt van nature voor op de overgang van zoet- naar zeewater, vaak bij riviermondingen. De grens tussen zoet- en brak water is tamelijk arbitrair en wordt meestal bij 0,3 - 0,5 promille (totaal zoutgewicht per watergewicht) gelegd. Een andere manier om de grens tussen zoet en brak aan te geven is of het nog geschikt is als drinkwater. Ook deze grens is onscherp, maar in het algemeen wordt 150 milligram chloor/liter als grens aangenomen.

## Voorkomen
De overgangsgebieden kenmerken zich naast een relatief lage zoutconcentratie meestal door het voorkomen van getijden. Hierdoor ontstaat een speciaal biotoop. Voorbeelden zijn er in België en Nederland, buiten de rivieren, alleen op kleine schaal, hoewel er tegenwoordig gewerkt wordt aan een herstel van deze biotopen. De biotopen zijn van belang voor sommige soorten vissen en vogels. Voorbeelden zijn de Ouderkerkerplas, Friesland buitendijks, de Polder Breebaart, de Dollard, het Verdronken Land van Saeftinghe en het Veerse Meer.
De invloed van de zee langs de kust is door brakke kwel soms tot enkele tientallen kilometers landinwaarts te merken. Deze kwel kenmerkt zich ook door het brakke karakter waardoor ziltminnende planten als engels gras en lepelblad voor kunnen komen op plekken die niet direct aan zout water liggen. Sommige zoutminnende planten gedijen ook langs wegen waar door  gebruik van strooizout pekel ontstaat dat de berm in loopt. Door de toevoer van zoet water naar landbouwgebieden (met name voor de bloembollenteelt en vollegrondsgroenten), zoals in Noord-Groningen, is veel waardevolle brakwatervegetatie verloren gegaan. Men probeert dit te compenseren door het inrichten van natuurgebieden zoals de Ruidhorn, en Feddema's plas, beide in Groningen.

## Definitie van brak water
Er is geen algemeen aanvaarde definitie voor de term brak water.
Een definitie van natuurlijk brak water ligt bij 0,3 promille zout. Voor de landbouw worden de onderstaande waarden gehanteerd.
| Zoet  | Brak  | Licht zilt | Matig zilt | Zeer zilt | Zout  | Pekel |
| < 0,5 | 0,5-1 | 1-3        | 3-10       | 10-30     | 30-50 | > 50  |
| ----- | ----- | ---------- | ---------- | --------- | ----- | ----- |

Omdat er geen eensluidende definitie van brak water is, en de tolerantie voor zout van vissen en gewassen sterk kan verschillen, is het duidelijker om de hoeveelheid zout in het water aan te geven. Hierbij kan nog onderscheid gemaakt worden tussen saliniteit (het zoutgehalte) en het chloridegehalte. Water met een zoutgehalte van 35‰ - dat is het gemiddelde van zeewater - heeft een chloridegehalte van 19,4‰. De onderstaande tabel geeft het chloridegehalte aan waarbij Rijkswaterstaat de volgende indeling hanteert:
| Zoet  | Matig zoet | Licht brak | Zwak brak | Brak        | Sterk brak tot zout |
| < 150 | 150-300    | 300-1000   | 1000-3000 | 3000-10.000 | > 10.000            |
| ----- | ---------- | ---------- | --------- | ----------- | ------------------- |